# Glandirana
Glandirana és un gènere d'amfibis anurs de la família Ranidae.

## Distribució
Aquest granota asiàtic es pot trobar a Corea i el noreste de la Xina, potser també es trobi en la conca russa del riu Ussuri i sud i sud-est de la Xina. També habita al Japó: illes de Honshu, Shikoku i Kyushu. Ha estat introduït en Hawaii (Estats Units) a la fi del segle xix.

## Taxonomia
- Glandirana emeljanovi (Nikolskii, 1913)
- Glandirana minima (Ting & T'sai, 1979)
- Glandirana rugosa (Temminck & Schlegel, 1838)
- Glandirana susurra (Sekiya, Miura & Ogata, 2012)
- Glandirana tientaiensis (Chang, 1933)